# Villa San Esteban
Villa San Esteban é uma comuna da província de Córdoba, na Argentina.